# 多貝萊市鎮
多貝萊市鎮是拉脫維亞的市镇，位於該國西部，行政中心为多貝萊。市镇面積为1,629.4平方公里，人口数量为33,248人（2018年）。

## 历史
多貝萊市鎮设立于2009年。2021年7月1日，原多貝萊市鎮、奧采市镇和泰爾韋泰市镇合并成新的多貝萊市鎮。